# Monique van der Lee
Monique van der Lee (ur. 7 listopada 1973 q Heerhugowaard) – holenderska judoczka. Olimpijka z Barcelony 1992, gdzie zajęła szesnaste miejsce w wadze ciężkiej.
Złota medalistka mistrzostw świata w 1995, brązowa w 1991 i 1993. Startowała w Pucharze Świata w 1990, 1992, 1993, 1995 i 1996. Zdobyła siedem medali mistrzostw Europy w latach 1990–1996.

## Letnie Igrzyska Olimpijskie 1992
| Konkurencja | Rundy eliminacyjne            | Klas. końcowa |
| Konkurencja | Przeciwnik I                  | Miejsce       |
| ----------- | ----------------------------- | ------------- |
| +72 kg      | Swietłana Gundarienko (EUN) P | 16.           |